# American curl

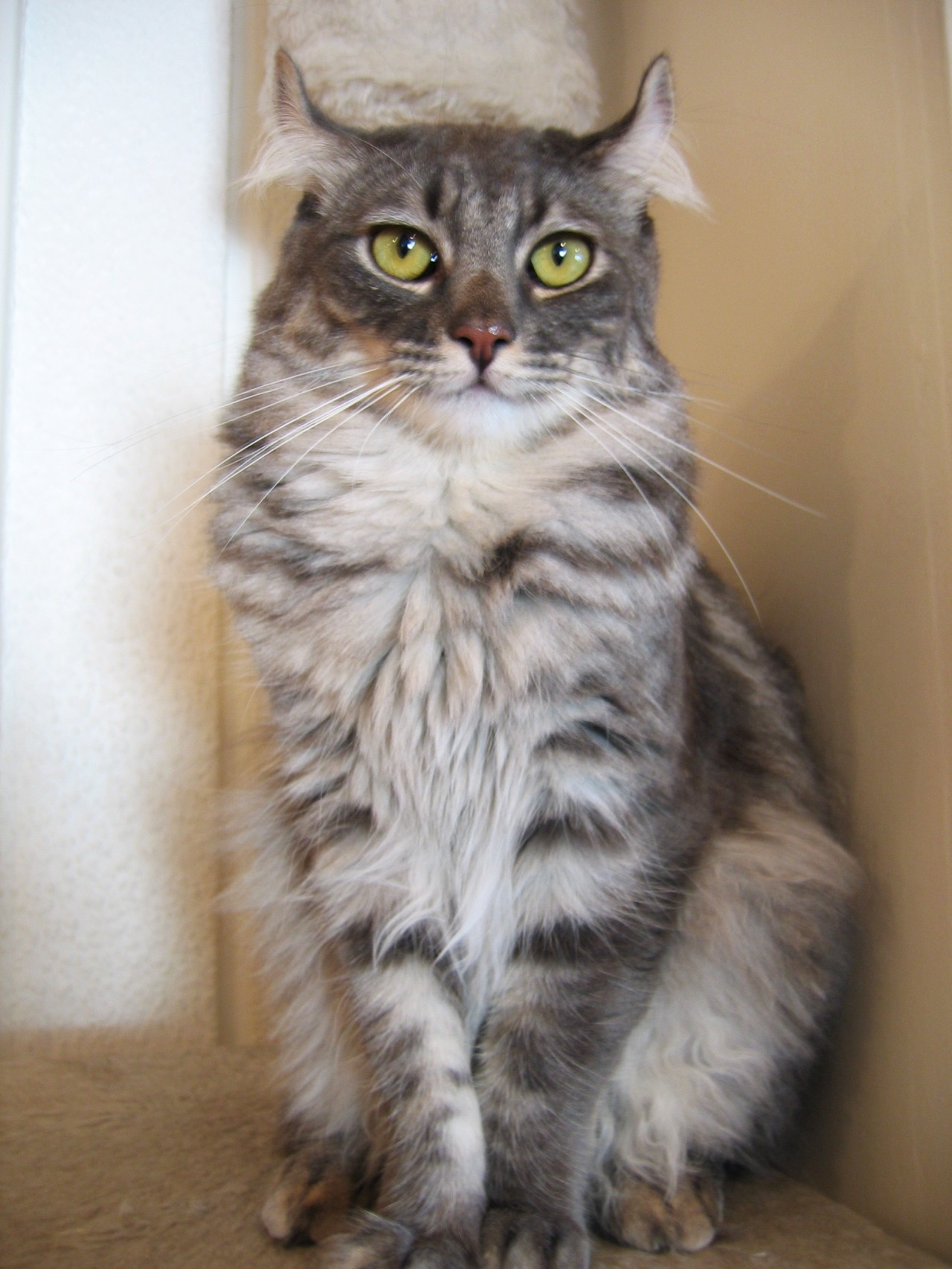

American curl este numele unei rase de pisici.

## Istoric
Rasa American curl a apărut în anul 1981, în Lakewood, California, când o pisică neagră, cu părul lung și mătăsos și cu urechi neobișnuite, a apărut la ușa familiei Ruga. Ea a fost hrănită și primită în casă, iar stăpânii au numit-o Shulamith. În decembrie 1981 ea a dat naștere la 4 pisoi din care 2 aveau urechile îndoite. Stăpânii au contactat un genetician pentru a studia fenomenul și s-a confirmat că urechea neobișnuită, probabil moștenită, e o mutație genetică.

## Însușiri fizice
Pisica de rasă American curl este de talie medie, are blana moale, mătăsoasă și lipită de corp.
American curl este unica rasă de pisici cu urechi îndoite înapoi. La naștere pisoii au urechile îndoite, iar după 3-4 zile acestea încep să se îndoaie atingând forma finală la vârsta de 4 luni. La această vârstă crescătorul profesionist poate stabili calitatea pisicii, bazându-se pe gradul de îndoire al urechilor, corelat cu tipul corpului.

## Caracter și comportament
Pisica de rasă American curl este foarte credincioasă și afectuoasă față de stăpân. Iubește compania oamenilor și se adaptează foarte ușor la orice. Cu toate că sunt considerate pisici inteligente își păstrează comportamentul de pisoi chiar și la maturitate.